# Haudainville
Haudainville – miejscowość i gmina we Francji, w regionie Grand Est, w departamencie Moza.
Według danych na rok 1990 gminę zamieszkiwało 811 osób, a gęstość zaludnienia wynosiła 73 osób/km² (wśród 2335 gmin Lotaryngii Haudainville plasuje się na 431. miejscu pod względem liczby ludności, natomiast pod względem powierzchni na miejscu 528.).